# 荒神谷遺跡

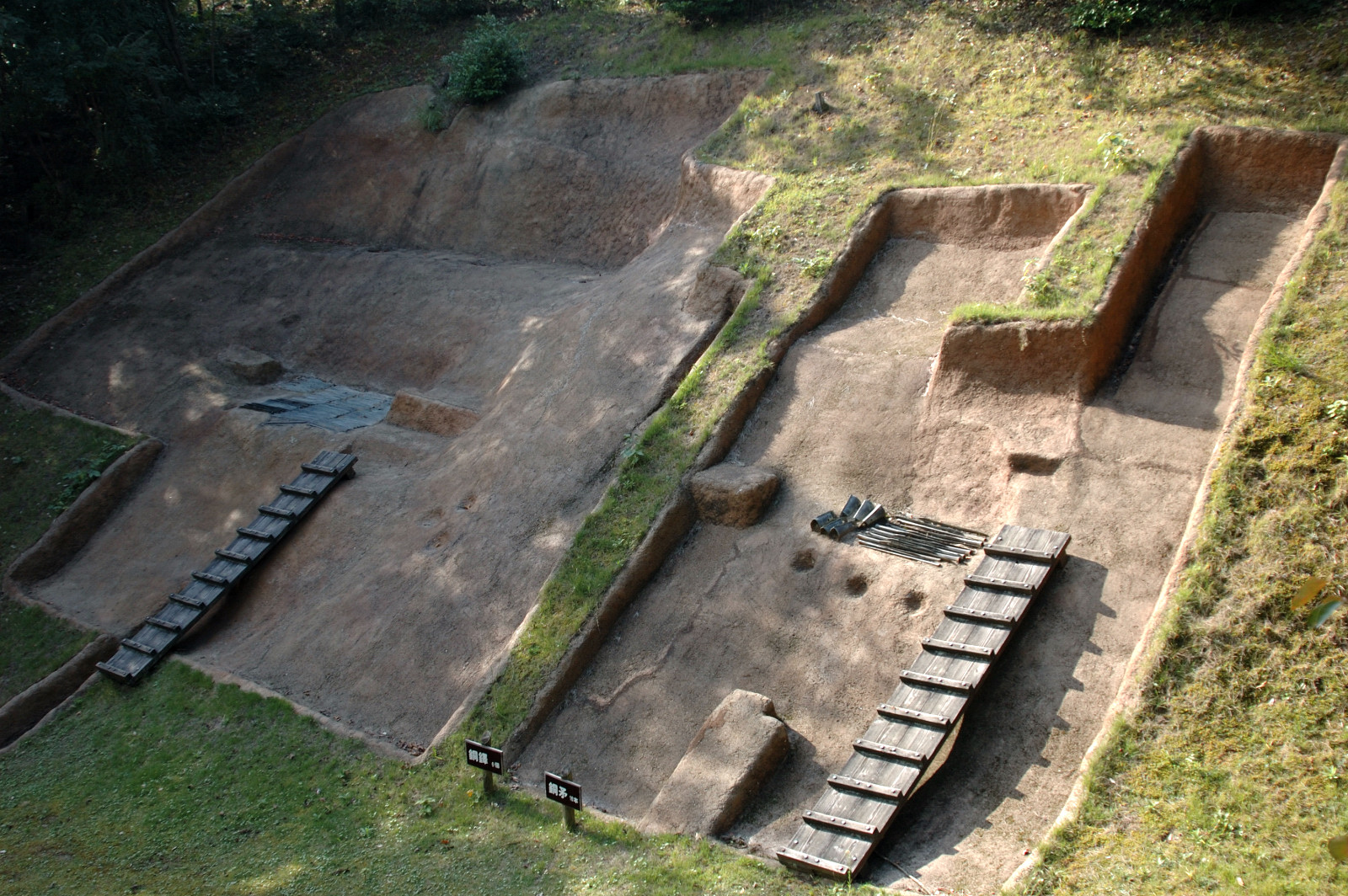
荒神谷遺跡 青銅器出土地点

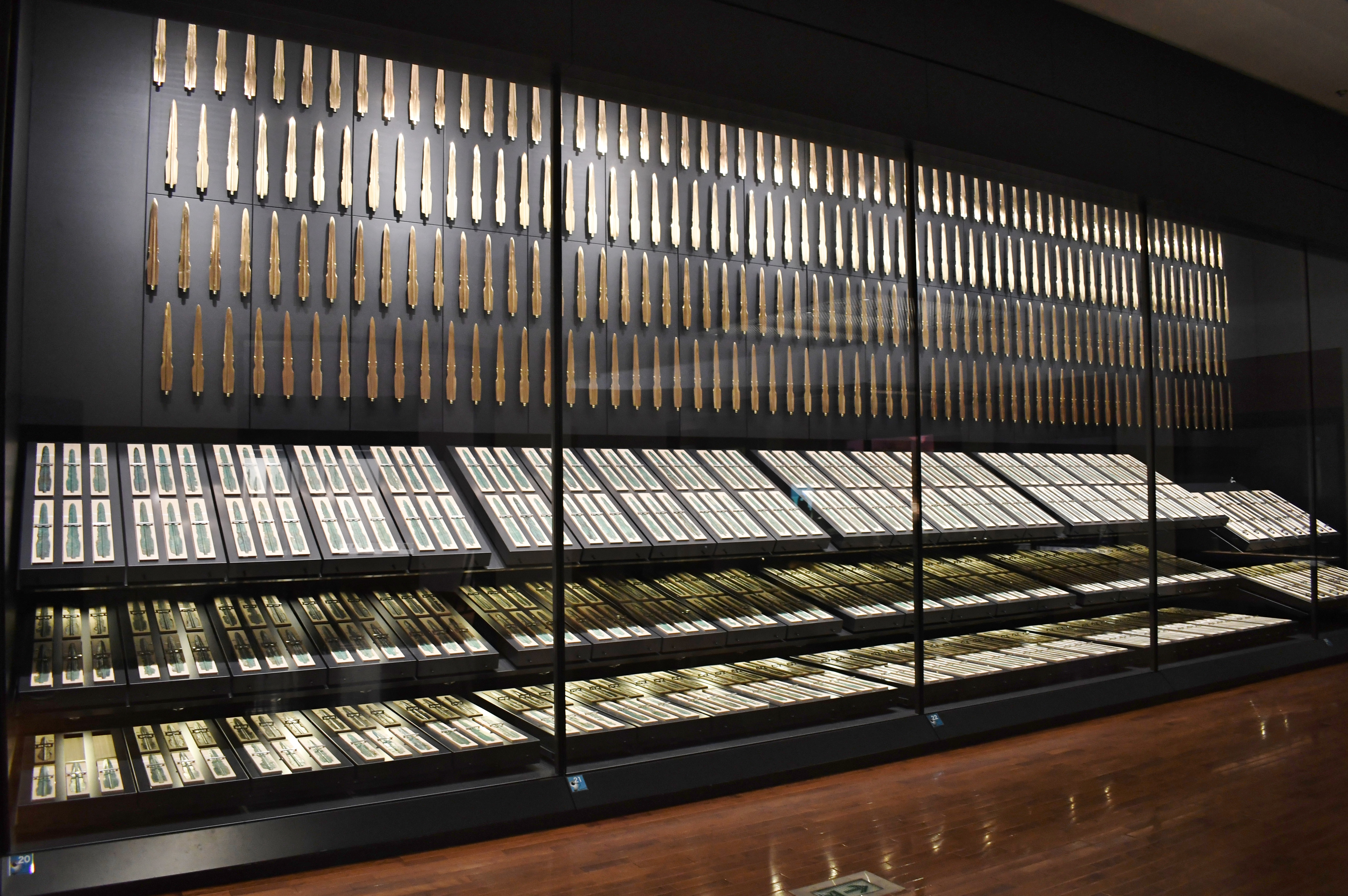
銅剣・銅矛（国宝）下段の手前に銅剣、右奥に銅矛。上段は復元品。島根県立古代出雲歴史博物館展示。

荒神谷遺跡（こうじんだにいせき）は、島根県出雲市斐川町神庭にある遺跡。国の史跡に指定され、出土品は国宝に指定されている。
座標: 北緯35度22分35.4秒 東経132度51分8.7秒 / 北緯35.376500度 東経132.852417度

## 概要
史跡としての指定名称は「荒神谷遺跡」であるが、地名を冠して「神庭荒神谷遺跡」とも呼ばれる。
1983年（昭和58年）広域農道（愛称・出雲ロマン街道）の建設に伴い遺跡調査が行われた。この際に調査員が古墳時代の須恵器の破片を発見したことから発掘調査が開始された。1984年 - 1985年（昭和59-昭和60年）の2か年の発掘調査で、銅剣358本、銅鐸6個、銅矛16本が出土した。銅剣は1985年に国の重要文化財に指定され、銅鐸・銅矛は1987年（昭和62年）に追加指定されていたが、1998年（平成10年）に一括して「島根県荒神谷遺跡出土品」として国宝に指定されている。遺跡自体は1987年に国の史跡に指定された。斐川町（現：出雲市）が中心となり1995年（平成7年）に遺跡一帯に「荒神谷史跡公園」が整備され、2005年（平成17年）には公園内に「荒神谷博物館」が開館した。出土品は国（文化庁）が所有し、2007年（平成19年）3月に出雲市大社町杵築東に開館した「島根県立古代出雲歴史博物館」に常設展示されている。なお、上述の荒神谷博物館においても、特別展などで出土品の展示が行われることがある。
銅剣の一箇所からの出土数としては最多であり、この遺跡の発見は日本古代史学・考古学界に大きな衝撃を与えた。これにより、実体の分からない神話の国という古代出雲のイメージは払拭された。その後の加茂岩倉遺跡の発見により、古代出雲の勢力を解明する重要な手がかりとしての重要性はさらに高まった。出土した青銅器の製作年代等については下記の通りであるが、これらが埋納された年代は現在のところ特定できていない。

## 出土した青銅器

### 銅剣
丘陵の斜面に作られた上下2段の加工段のうち下段に、刃を起こした状態で4列に並べられて埋められていた。358本の銅剣は、全て中細形c類と呼ばれるもので、長さ50cm前後、重さ500gあまりと大きさもほぼ同じである。弥生時代中期後半に製作されたとみられている。これらの銅剣は出雲で製作された可能性もあるが、鋳型が発見されていないため決定的ではない。いずれにしろ、形式が単一なので同一の地域で作られたことは確かである。また、このうち344本の茎には、鋳造後にタガネ状の工具で×印を刻まれている。このような印は、現在までのところこれらと加茂岩倉遺跡出土銅鐸でしか確認されておらず、両遺跡の関連性がうかがえる。
当初は、農道を造るために、神庭と呼ばれる場所であることから、とりあえず発掘調査をすることになり、最初に掘ったトレンチから銅剣が出てきた。担当者は連絡に奔走し、同時に発掘を進めていった。当初は百本位だろうと考えられたが、次々に出土し、最終的に358本という数に達した。それまでに全国で発掘された銅剣の総数を超える数の銅剣が発掘された事は当時のマスコミを興奮のるつぼに放り込んだ形となった。
出来事
島根県立古代出雲歴史博物館に展示していた同遺跡の銅剣類のうちの1本について、展示台にぶつけて刃の中央に約4センチの亀裂が入っていることが判った。

### 銅鐸
先年の騒動が静まってから、島根県教育委員会では、周辺に未発掘の遺物、遺跡がある可能性が大として、磁気探査器を使って調査したところ、銅剣出土地より南へ7メートルに反応があり、発掘が始められた。発掘開始まもなく、銅剣出土地点よりも7メートルほど谷奥へ行った場所で銅鐸6口が発見された。埋納坑中央に対して鈕を向かい合わせる形で2列に並べられていた。分類としては、最古の形式であるI式（菱環鈕式）が1つと、それよりやや新しいII式（外縁付鈕式）の形式のものが1個、外縁付鈕1式3個が出土している。製作時期は、弥生時代前期末から中期中頃の間と考えられている。文様に強い独自性がみられる1つを除いては、同形式の銅鐸の鋳型の分布からみて近畿産とする説が有力である。12年後に出土した加茂岩倉遺跡の39口の銅鐸との関連性を考慮すると、一概に畿内製造であるとは言い切れなくなってきている。北部九州製の可能性が高い。三号銅鐸は伝徳島県出土銅鐸と同笵であることが確認されている。二号銅鐸が京都市右京区梅ヶ畑遺跡出土の四号銅鐸と同笵であることが判明した。なお6個の銅鐸の高さが20センチと同じである。
速見保孝によると、近辺に銅鉱山があり、また鋳型を作るための材料となる「来待石」が大量にある事から、出雲で原材料を集め、大量に製造したのではないか、という説もある。
成分
銅を主成分としスズと鉛を含む、青銅である。
スズは8.79～17.3%、平均で12.6%。鉛は1.53～7.53%、平均で4.3%含んでいることが分かった。銅とスズの合金である青銅は、スズの配合によって色が変化する。このような成分組織では、銅鐸の地金の色は少し黄色味を帯びた銅色（現在はサビで覆われている）を呈していたと考えられ、中には金色に近い色を呈していたものもあったのではないかとみられている。

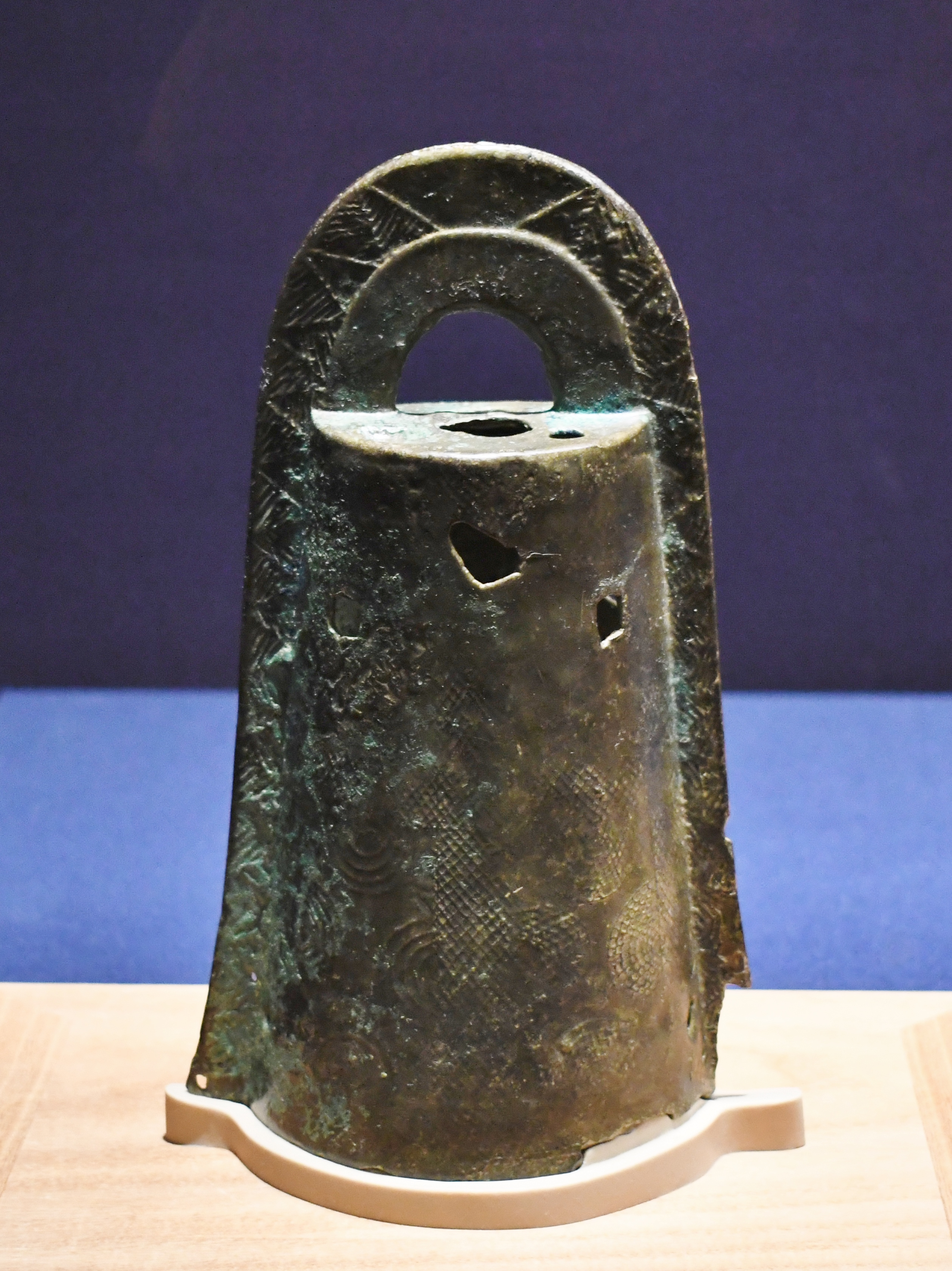
1号銅鐸 島根県立古代出雲歴史博物館展示（他画像も同様）。
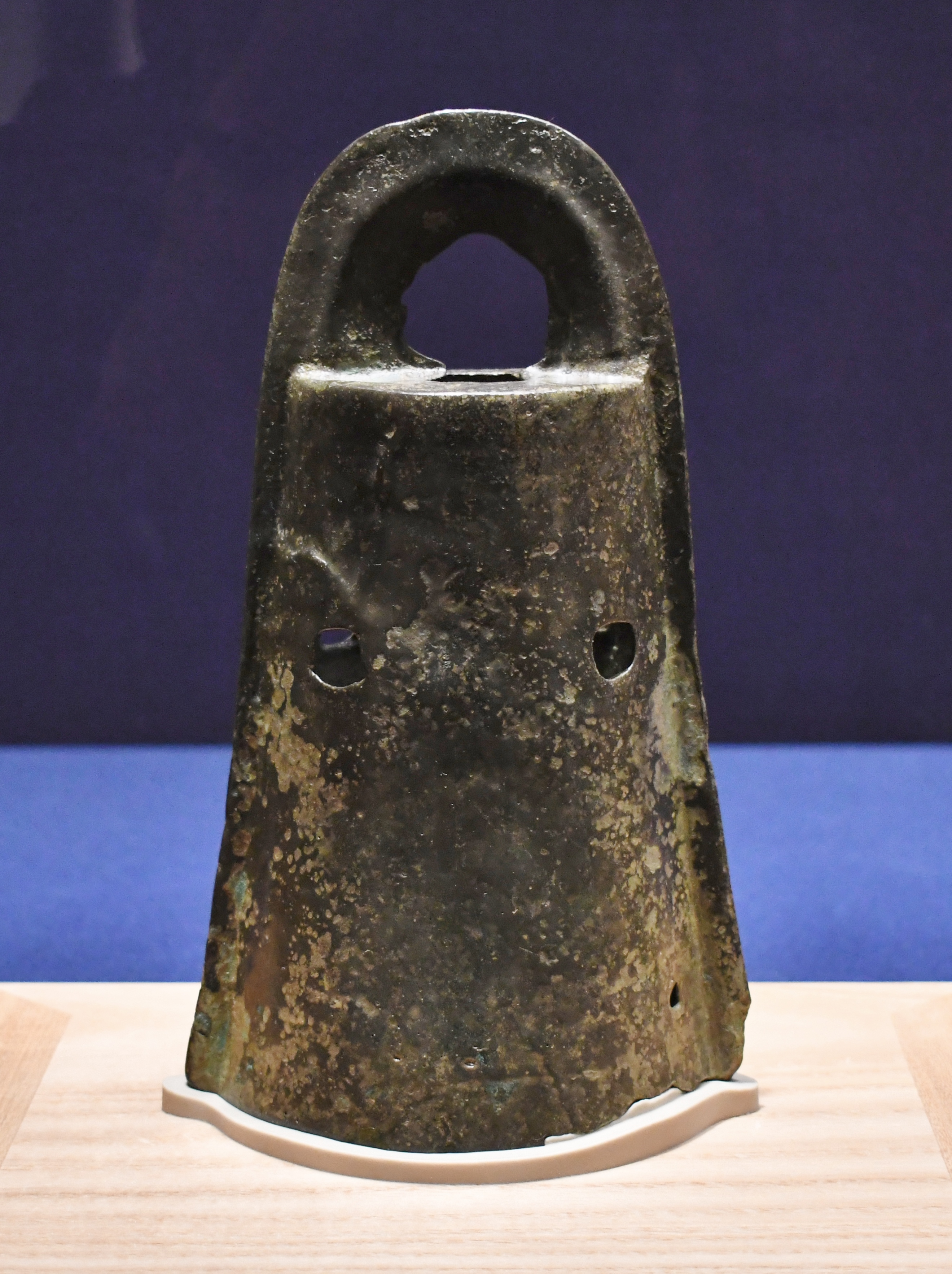
2号銅鐸
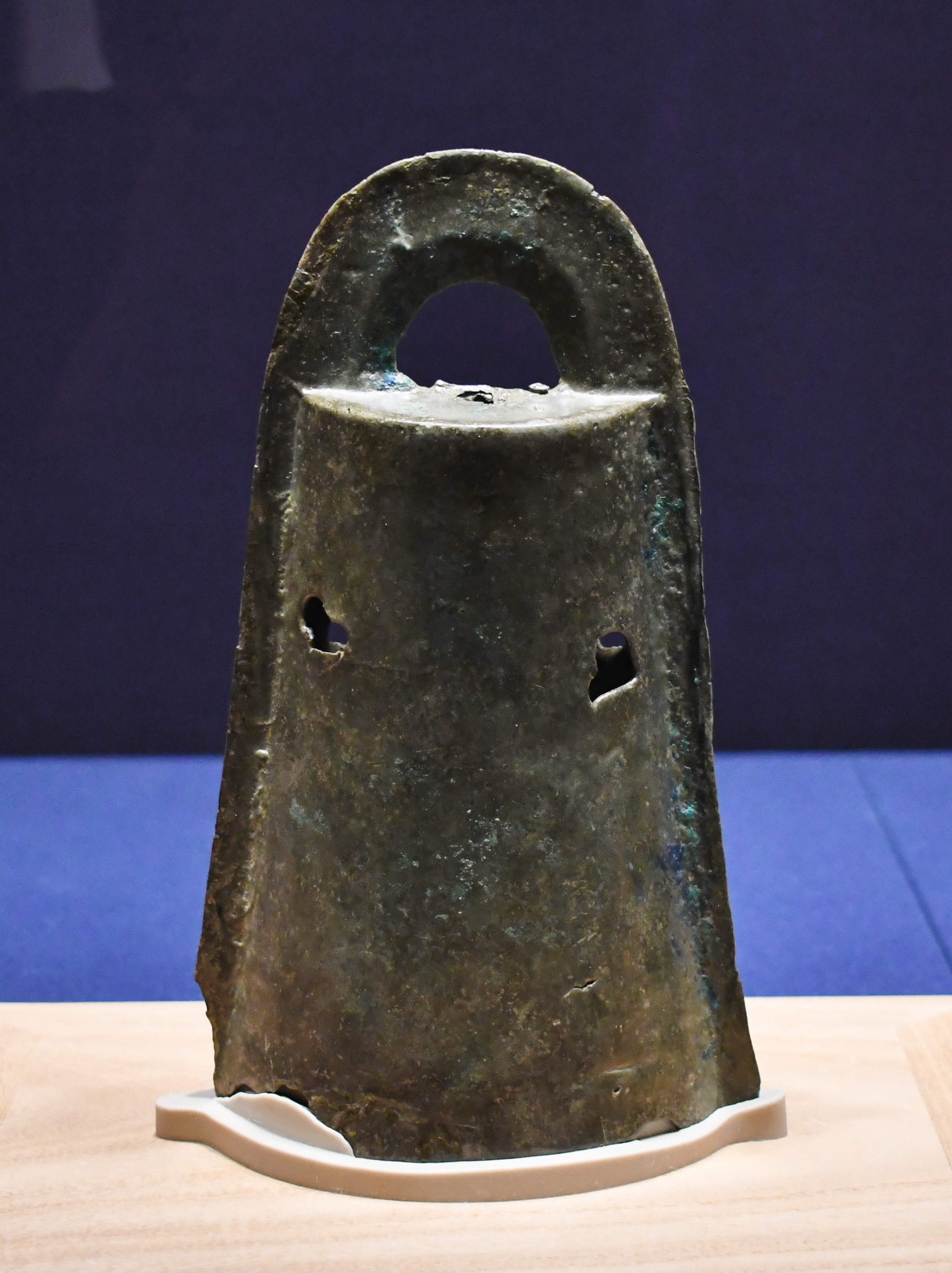
3号銅鐸
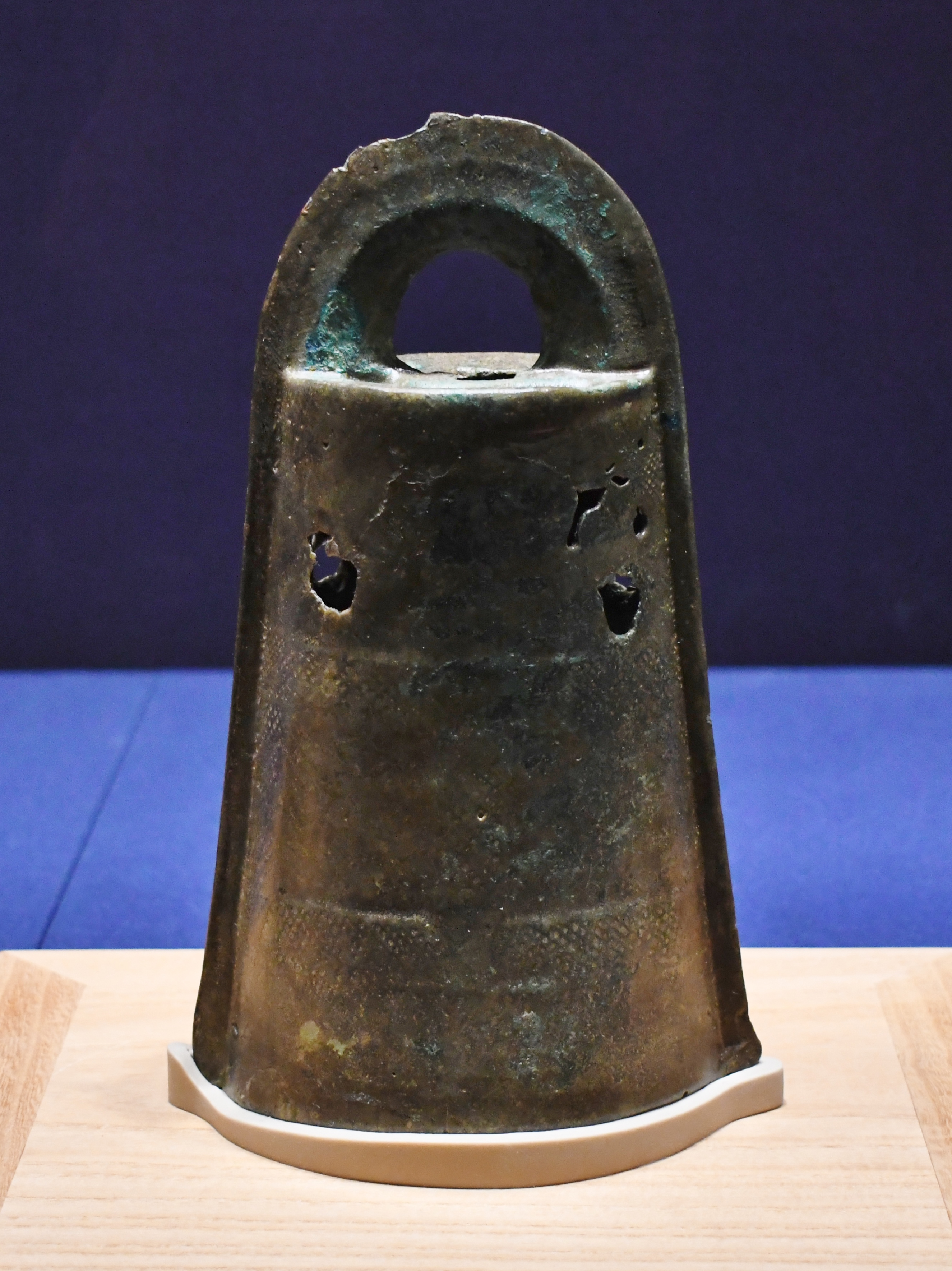
4号銅鐸
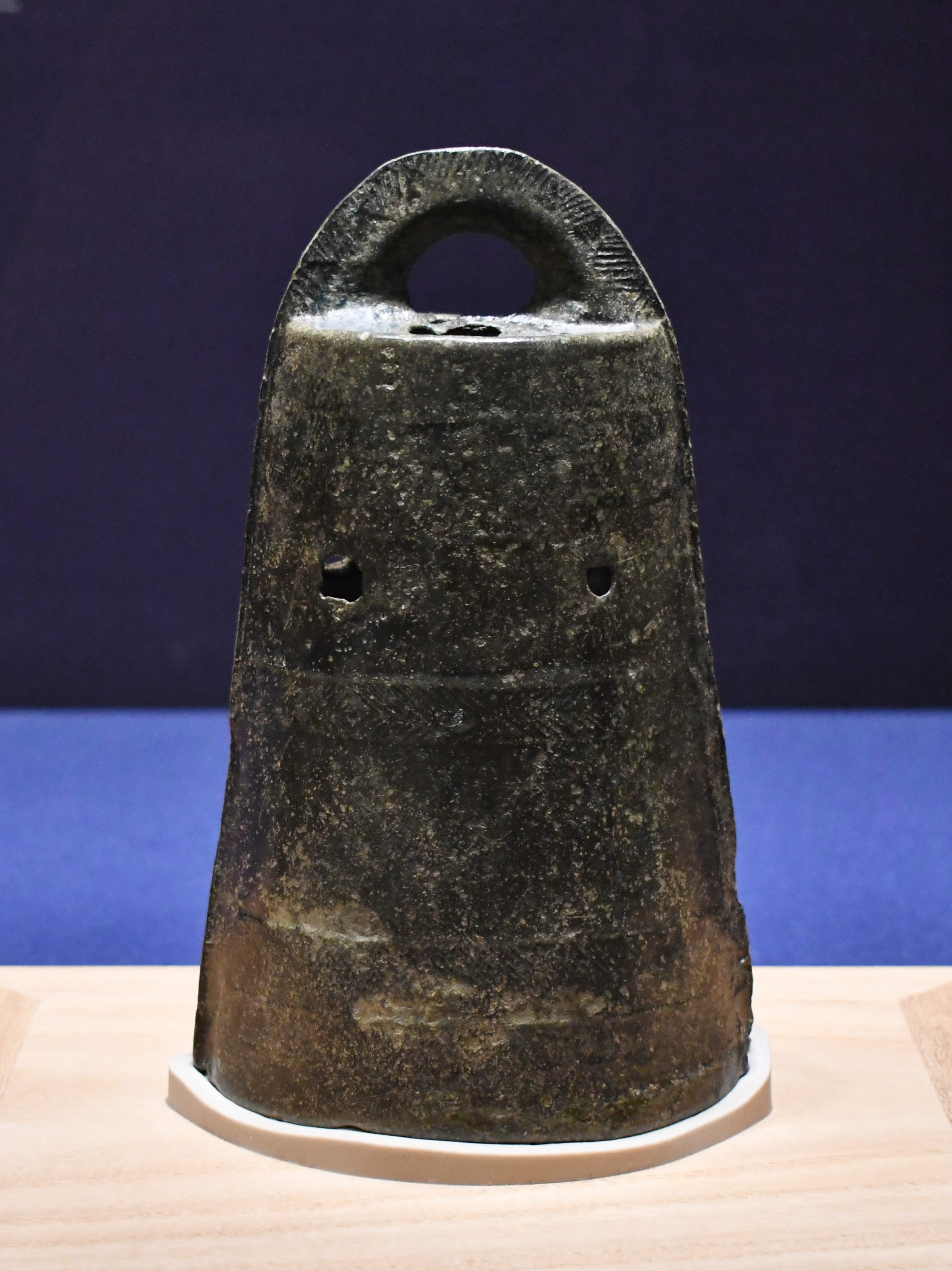
5号銅鐸
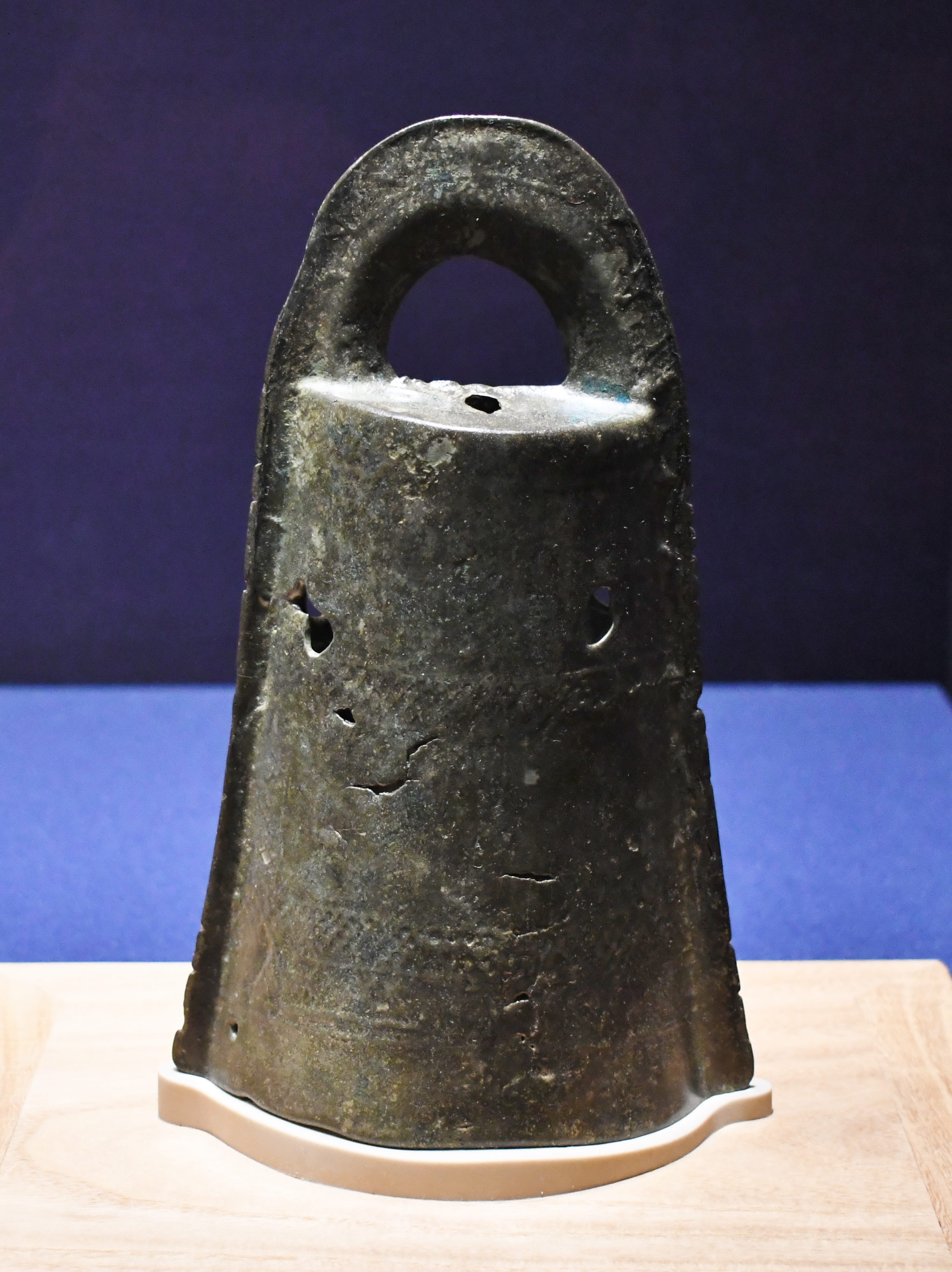
6号銅鐸

### 銅矛

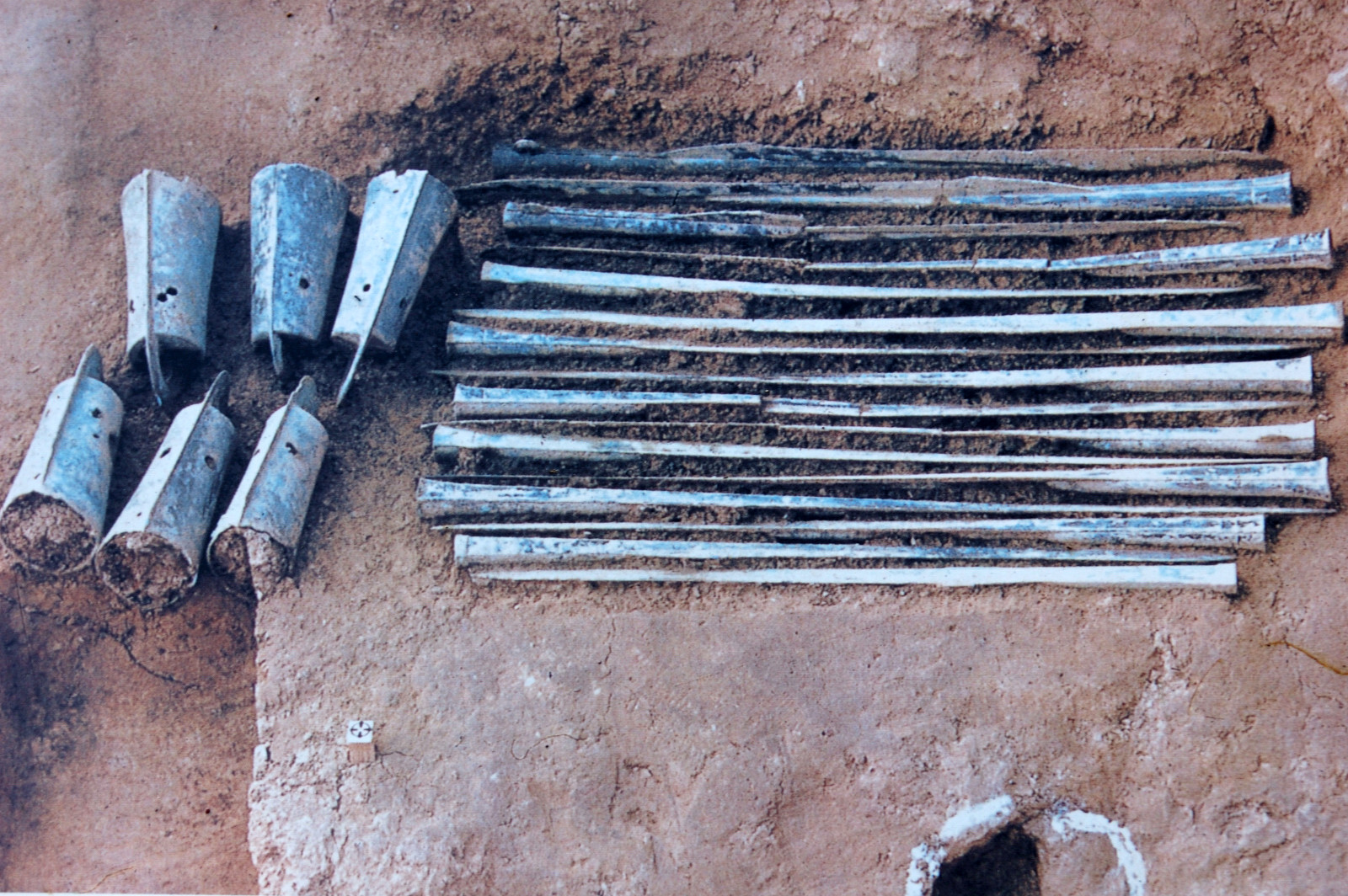
矛先を揃えられ、銅鐸と共に出土した銅矛

銅矛は銅鐸と同じ埋納坑の東側に、16本とも刃を起こし、矛先が交互になるように揃えて寝かせた状態で埋められていた。横には小ぶりの銅鐸が鰭（ひれ）を立てて寝かせた状態で、同じく交互に並べた状態であった。古代当時、この青銅器に関わった人が、銅矛の刃と銅鐸の鰭を立てた状態で丁寧に並べて置いた、そのままの状態を保って出土したのである。
分類には諸説あるが、大まかに言えば、中広形14本と中細形2本に分けられる。製作時期は、銅剣とほぼ同じか、若干後の時期と考えられている。その形態や北部九州産の青銅器に見られる綾杉状のとぎ分けがあることから、16本とも北部九州で製作されたものとみられる。

## 文化財

### 国宝
- 島根県荒神谷遺跡出土品（考古資料） - 所有者は国（文化庁）、島根県立古代出雲歴史博物館保管。1985年（昭和60年）6月6日に国の重要文化財に指定、1998年（平成10年）6月30日に国宝に指定[5]。
  - 銅剣 358口
  - 銅矛 16口
  - 横帯文銅鐸 1口
  - 袈裟襷文銅鐸 5口

### 国の史跡
- 荒神谷遺跡 - 1987年（昭和62年）1月8日指定[6]。